# Ocozocoautla de Espinosa
Ocozocoautla de Espinosa är en ort i Mexiko.   Den ligger i kommunen Ocozocoautla de Espinosa och delstaten Chiapas, i den sydöstra delen av landet, 700 km öster om huvudstaden Mexico City. Ocozocoautla de Espinosa ligger 828 meter över havet och antalet invånare är 31 596.
Terrängen runt Ocozocoautla de Espinosa är varierad. Runt Ocozocoautla de Espinosa är det ganska glesbefolkat, med 40 invånare per kvadratkilometer. Ocozocoautla de Espinosa är det största samhället i trakten. Omgivningarna runt Ocozocoautla de Espinosa är en mosaik av jordbruksmark och naturlig växtlighet.